# Eumeces
Genre
Synonymes
- Novoeumeces Griffith, Ngo & Murphy, 2000

Eumeces est un genre de sauriens de la famille des Scincidae.

## Répartition
Les espèces de ce genre se rencontrent de l'Afrique du Nord jusqu'en Inde en passant par le Moyen-Orient, le Caucase et l'Asie centrale.

## Liste des espèces
Selon The Reptile Database (9 novembre 2017) :
- Eumeces algeriensis Peters, 1864
- Eumeces blythianus (Anderson, 1871)
- Eumeces cholistanensis Masroor, 2009
- Eumeces indothalensis Khan & Khan, 1997
- Eumeces persicus Faizi, N. Rastegar-Pouyani, E. Rastegar-Pouyani, Nazarov, Heidari, Zangi, Orlova & Poyarkov, 2017[3]
- Eumeces schneideri (Daudin, 1802)

## Taxinomie
Ce genre a contenu de nombreuses autres espèces. La classification ayant évolué, la plupart des espèces ont été déplacées dans le genre Plestiodon et quelques-unes dans le genre Mesoscincus.

## Étymologie
Le nom de ce genre, Eumeces, vient du grec εν, « bon », et μηκης, « longueur », soit « d'une bonne longueur ».

## Publications originales
- Griffith, Ngo & Murphy, 2000 : A cladistic evaluation of the cosmopolitan genus Eumeces Wiegmann (Reptilia, Squamata, Scincidae). Russian Journal of Herpetology, vol. 7, no 1, p. 1-16 (texte intégral).
- Wiegmann, 1834 : Herpetologia mexicana, seu Descriptio amphibiorum Novae Hispaniae quae itineribus comitis De Sack, Ferdinandi Deppe et Chr. Guil. Schiede in Museum zoologicum Berolinense pervenerunt. Pars prima saurorum species amplectens, adjecto systematis saurorum prodromo, additisque multis in hunc amphibiorum ordinem observationibus. Lüderitz, Berlin, p. 1-54 (texte intégral).